# Орваль (Шер)
Орва́ль (фр. Orval) — коммуна во Франции, находится в регионе Центр. Департамент — Шер. Входит в состав кантона Сент-Аман-Монтрон. Округ коммуны — Сент-Аман-Монтрон.
Код INSEE коммуны — 18172.

## География
Коммуна расположена приблизительно в 240 км к югу от Парижа, в 140 км южнее Орлеана, в 45 км к югу от Буржа.
Вдоль восточной границы коммуны протекает река Шер.

## Население
Население коммуны на 2008 год составляло 1933 человека.
| 1962 | 1968 | 1975 | 1982 | 1990 | 1999 | 2008 |
| ---- | ---- | ---- | ---- | ---- | ---- | ---- |
| 1216 | 1436 | 1995 | 2055 | 2024 | 1997 | 1933 |

## Экономика
Основу экономики составляют лесное и сельское хозяйство, а также лёгкая промышленность.
В 2007 году среди 1125 человек в трудоспособном возрасте (15-64 лет) 811 были экономически активными, 314 — неактивными (показатель активности — 72,1 %, в 1999 году было 69,5 %). Из 811 активных работали 714 человек (375 мужчин и 339 женщин), безработных было 97 (50 мужчин и 47 женщин). Среди 314 неактивных 77 человек были учениками или студентами, 134 — пенсионерами, 103 были неактивными по другим причинам.

## Достопримечательности
- Приходская церковь Сент-Илер (XII век)
  - Бронзовый колокол (1534 год). Исторический памятник с 1943 года[3]
  - Крест-реликварий (XIII век). Реликварий с мощами Св. Людовика Французского был подарен Генрихом III Бурбоном Конде, герцогом Ангьенским, в 1651 году. Высота — 34 см, серебро, позолота, эмаль. Исторический памятник с 1891 года[4]

## Фотогалерея

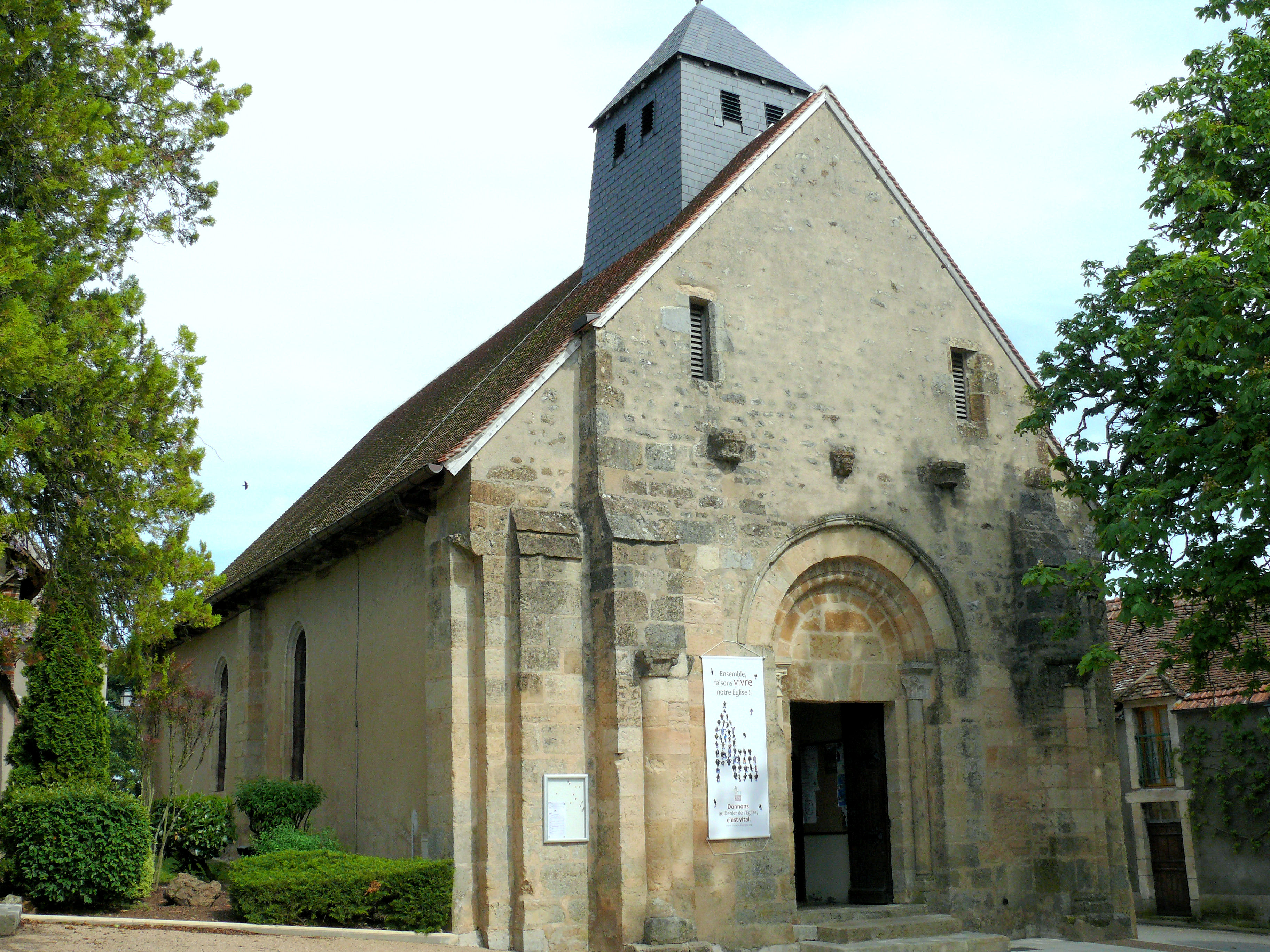
Церковь Сент-Илер
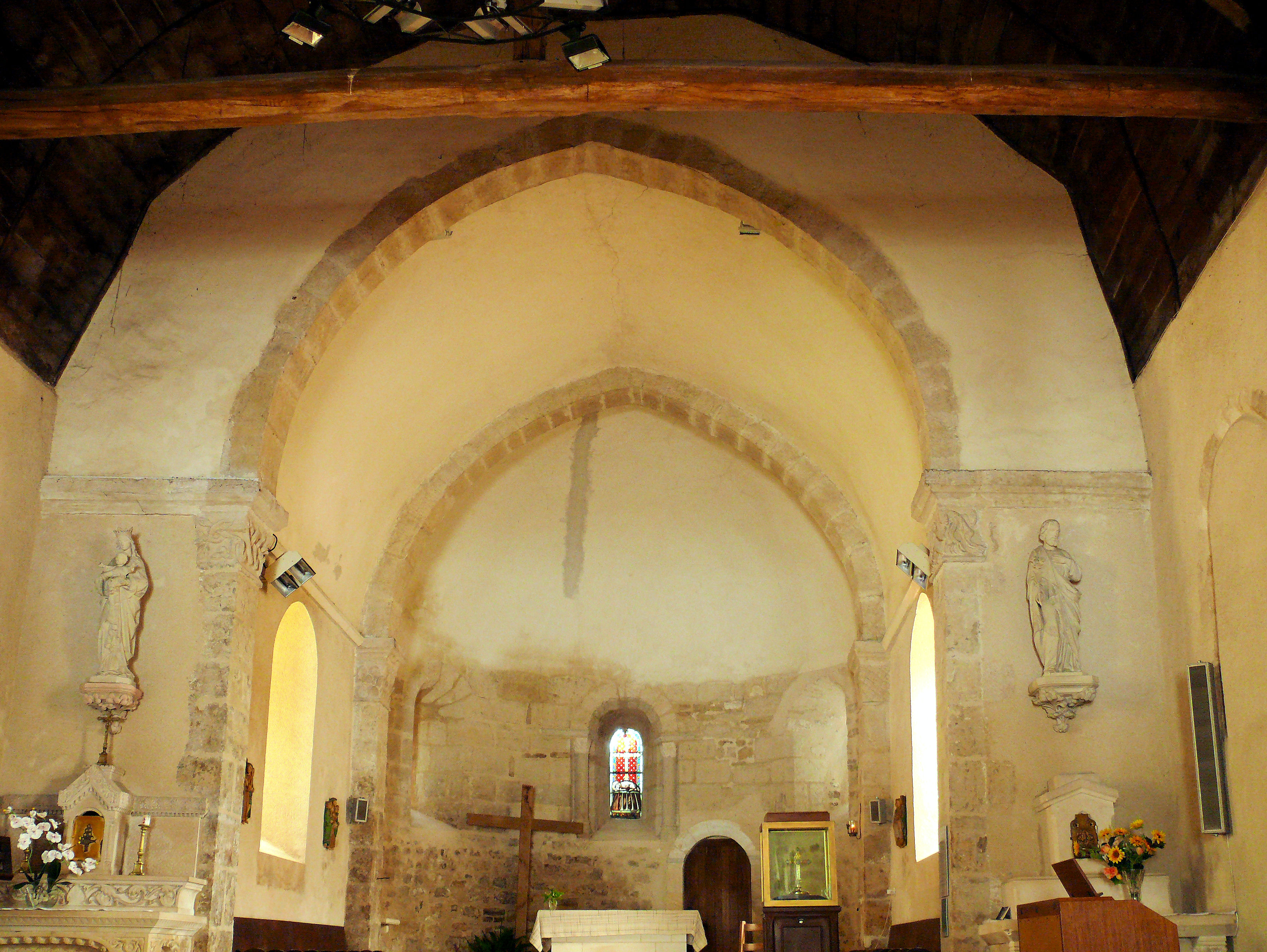
Интерьер церкви Сент-Илер
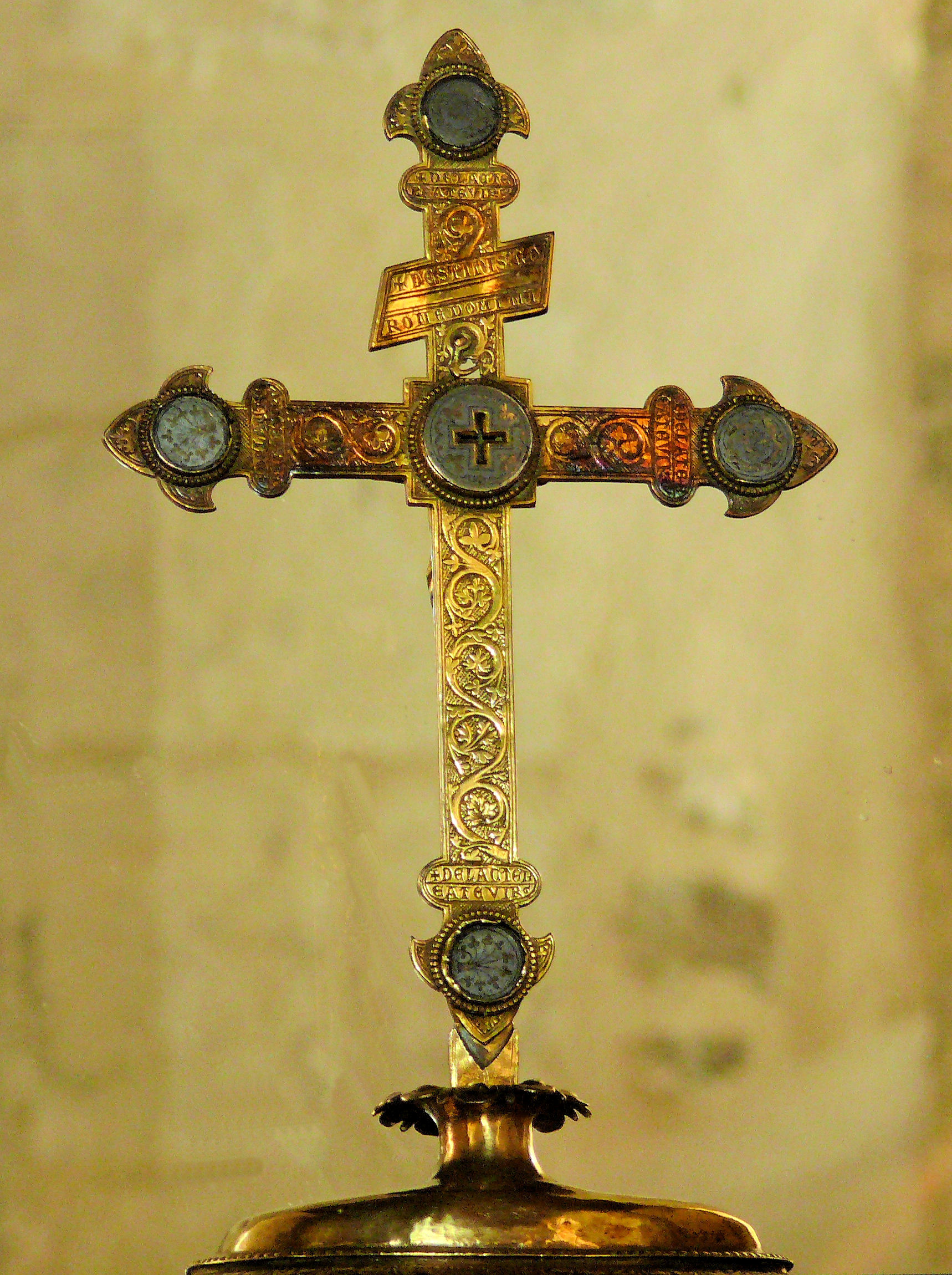
Крест-реликварий
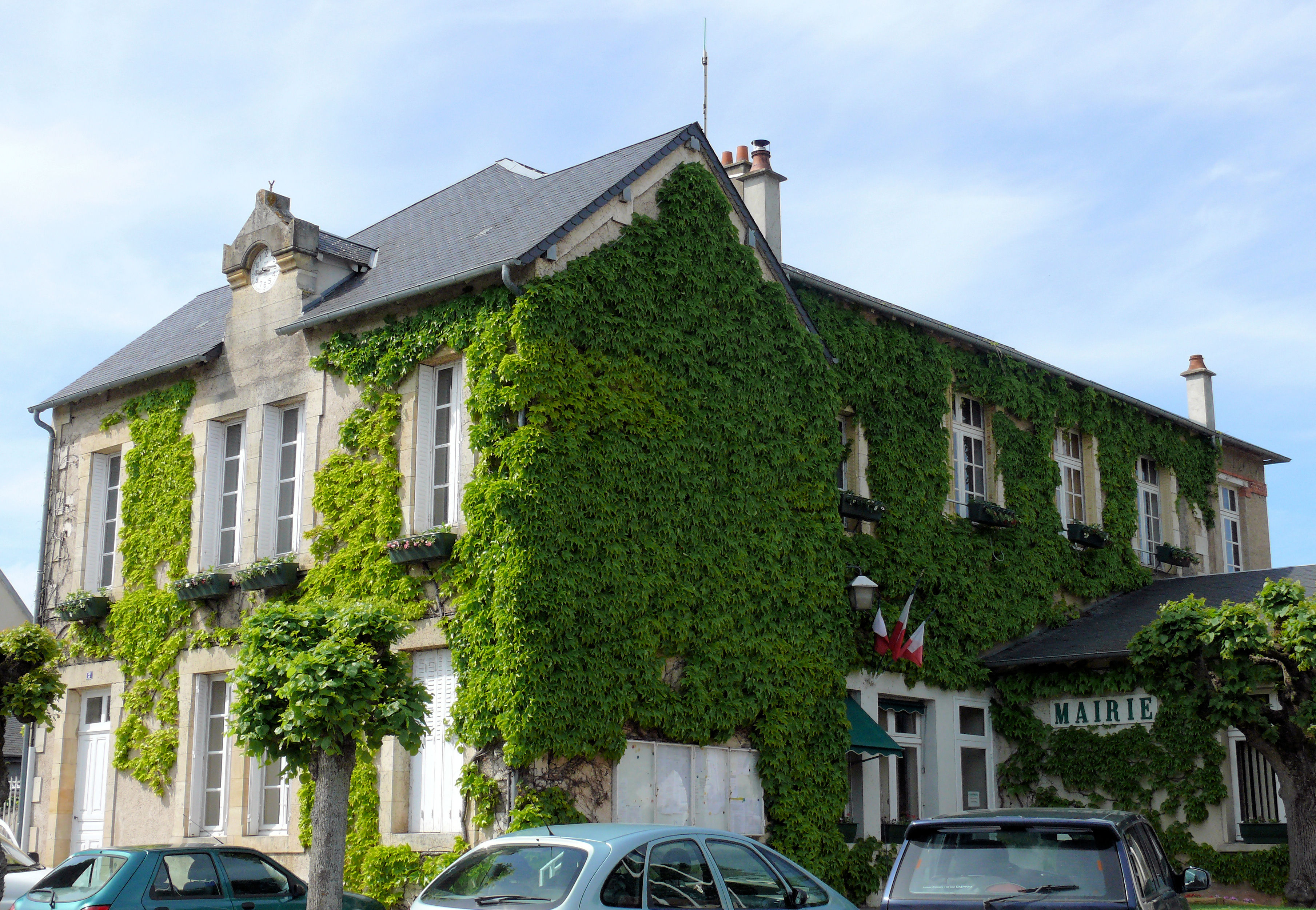
Мэрия